# Хадугатон
Хадугатон (Хадугат) (д/н — після 531) — вождь саксів.

## Життєпис
Згідно з Рудольфом Фульдським і Відукіндом Корвейським, походив з одного з найбільш відомих родів саксів. Можливо, поєднував обов'язки вождя і жерця Вотана. На це, на думку дослідників, може вказувати власне ім'я або титул — Хадугатон, тоюто «Гат (Гаут) битви», де Гаут (Гат) розглядається як синонім Вотана.
Більш повні відомості про Хадугатона містяться у Відукінда Корвейського (йогов багато в чому повторює Адам Бременський). Згідно з ними Теодоріх I, король Австразії, був не в змозі здолати короля тюрингів Герменефреда, тому звернувся по союз до саксів на чолі із Хадугатоном. Останній, відповідно до англосаксонських хронік, перед тим брав участь у захопленні володінь у Британії, допомагаючи Кердіку, першому королю Вессексу. Хадугатон планував закріпитися на о. Вайт, але після перемоги над бритами був вигнаний з Британії. Тому Хадугатон охоче погодився на пропозицію франкського короля, що обіцяв частину Тюрингії та землі для поселення саксів.
Сакси і франки завдали тюрингам поразки й незабаром взяли в облогу Герменефреда в фортеці Скітінг. У завзятому бою жодна зі сторін не добилася перемоги. Після цього Герменефред вступив у перемовини з Теодоріхом I, уклавши угоду, якою визнав свою залежність від короля Австразії. Водночас обидва королі уклали договір проти саксів. Проте коли сакси дізналися про умови договору, вони вночі напали на Скітінг, захопили місто і фортецю, перебивши майже всіх жителів. Король тюрингів зміг врятуватися, але західна частина його королівства опинилася під владою Хадугатона. Подальша його доля невідома.